# Balaesang jezik
Balaesang jezik (ISO 639-3: bls; balaesan, balaisang, pajo), austronezijski jezik celebeske skupine, kojim govori oko 3 200 ljudi (Himmelmann 2001) u pet sela na poluotoku Manimbayu, na Celebesu, Indonezija.
Klasificira se užoj skupini tomini, južna podskupina, ali pobliže nije srodan nijednom drugom jeziku

## Vanjske poveznice
- Ethnologue (14th)
- Ethnologue (15th)